# Lyngby Stadion

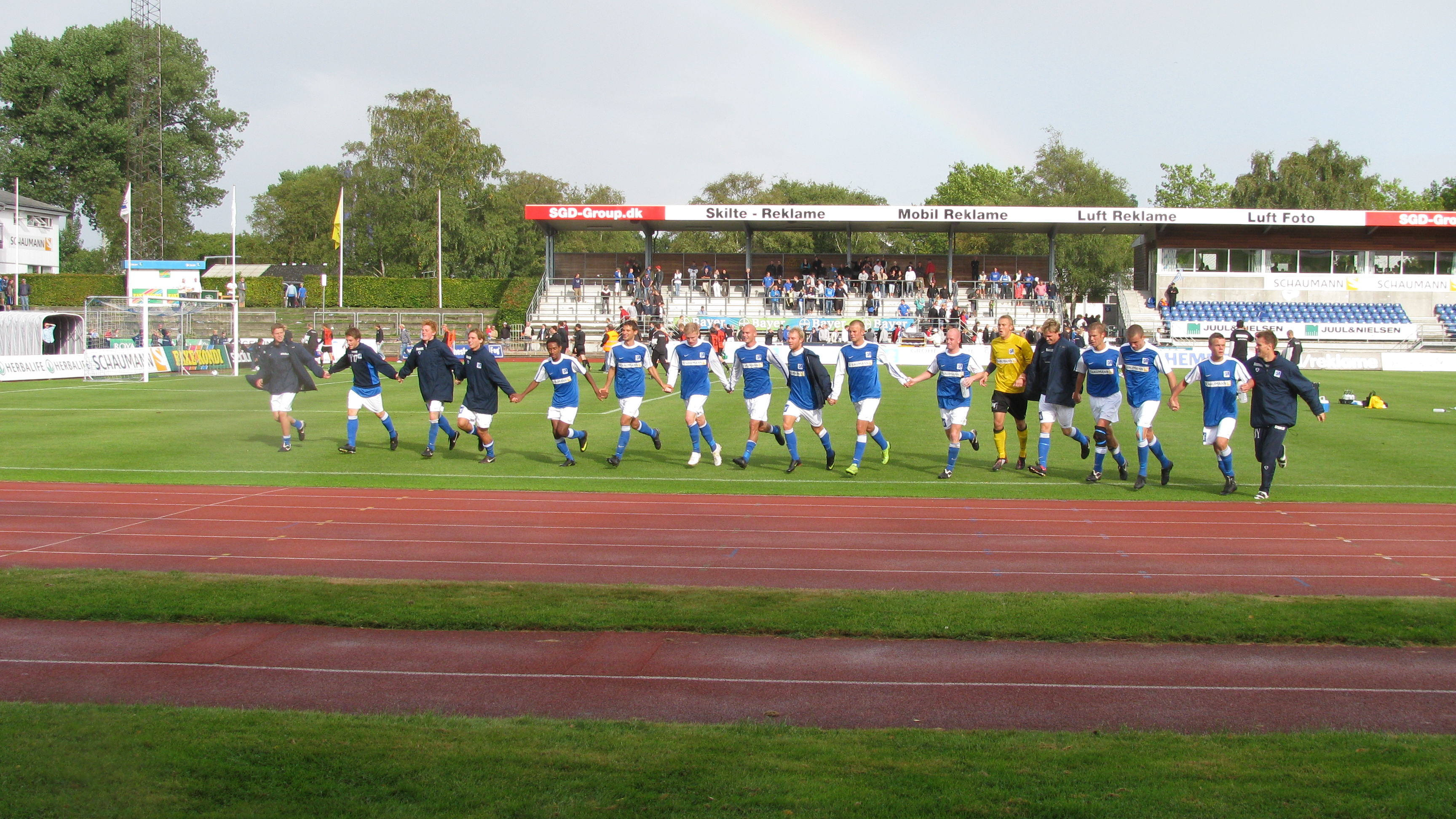
Stadion w 2009 roku

Lyngby Stadion – wielofunkcyjny stadion. Położony jest w Danii w mieście Kongens Lyngby. Na tym stadionie odbywają się mecze piłkarskie i zawody lekkoatletyczne. Na co dzień rozgrywa tu swoje mecze Lyngby Boldklub, a zawody lekkoatletyczny klub Trongårdens IF. Obiekt może pomieścić 10 000 widzów.